# Los apuros de Claudina
 Los apuros de Claudina  es una película argentina del género de comedia filmada en blanco y negro dirigida por Miguel Coronatto Paz que se estrenó el 9 de noviembre de 1938 y que tuvo como protagonistas a Olinda Bozán, Paquito Busto, Sabina Olmos, René Cóspito y Pedro Laxalt. El nombre del filme está asociado a la mítica película por episodios Los peligros de Paulina protagonizada por Pearl White. 

## Reparto
- Olinda Bozán ... Claudina
- Paquito Busto
- Sabina Olmos
- René Cóspito
- Pedro Laxalt
- Salvador Sinaí

## Sinopsis
Una mujer trata de componer el noviazgo de su hermana al que frustró por error.

## Crítica
El crítico Calki opinó que del filme en el diario El Mundo: “descarrila hacia el dramón, tipo folletín radiotelefónico. Finalmente se transforma en una comedia musical (…) Un poco de todo y nada de importancia. Débilmente expuesto, tomando vacilante forma cinematográfica (…)Trivial, ingenua y excesivamente dialogada.